# مهدي الأصفهاني
الميرزا مهدي بن إسماعيل الغروي الأصفهاني (1303 هـ - 1365 هـ).، من فقهاء الشيعة الإثني عشرية المعاصرين، ومن كبار المدرسة المعارفية التي تدعو إلى فهم الدين خالصا وبعيدا عن شوائب الشرق والغرب، وترتكز على ضرورة فصل مدرسة الوحي، (المتمثل بـالقرآن وسنة النبي وأهل البيت) بلا مزج وخلط مع المدارس البشرية وعلى رأسها الفلسفة بمختلف صورها، والتصوف بأنواعه.

## منهاجه
يرى الميرزا الإصفهاني ضرورة التفريق بين العقل الذي أرشد إليه القرآن وأيقظه الأنبياء والحجج المعصومون، وبين ما سُمي بالعقل في المصطلح الفلسفي الذي هو عبارة عن البراهين -الاصطلاحية- المؤسسة من الأشكال المنطقية الأربعة، وكذا يرى لزوم فهم المفردات الدينية بعيدا عن المصطلحات الفلسفية والمنطقية في مثل: (العلم) و (النور) و (الوجود) و (الروح) و (الحياة) وغيرها من المفردات المفتاحية المهمة.

## إجازاته
لقد زكاه ومنحه إجازة في الاجتهاد استاذه الشيخ النائيني، وجاء فيها: “حصل له قوة الاستنباط وبلغ رتبة الاجتهاد، وجاز له العمل بما يستنبطه من الأحكام على النهج المعمول بين الأعلام”  ونالت هذه الإجازة المطلقة تأييد كل من الآقا ضياء العراقي والمرجع الراحل السيد أبو الحسن الموسوي الأصفهاني وآية الله العظمى الشيخ عبد الكريم الحائري اليزدي 

## لقائه مع الإمامالمهدي
يروي الميرزا مهدي الإصفهاني حادثة لقائه مع الإمام المهدي فيقول:

## من أبرز تلامذته
- هاشم القزويني.
- مجتبى القزويني.
- علي النمازي الشاهرودي.
- علي أكبر صدر زاده.
- علي محدث الخراساني.
- علي السيستاني.
- الوحيد الخراساني.
- حسن علي المرواريد.[8]
- محمد باقر الملكي الميانجي.
- جواد الطهراني.
- علي رضا القدوسي.
- محمد كاظم المدرسي.
- محمود الحلبي.
- مرتضى علم الهدى.
- عبد النبي كجوري.
- غلام حسين محامي بادكوبه أي.
- محمد باقر المحسني الملايري.

## مؤلفاته
| - أبواب الهدى. كتابٌ في علوم القرآن. - علوم القرآن الكريم. - سياسة الخلفاء. رسالةٌ في وجه إعجاز القرآن. - رسالة القرآن والفرقان. - أنوار الهداية. - رسالة في الجبر والتفويض. | - غاية المنى. كتابٌ في الصلاة. - مصباح الهدى. هذا الكتاب في أصول الفقه. - خلقة العوالم. - معرفة النفس. - الصوارم العقلية في رد الشيخية. ألّفه رداً على الشيخية. - المواهب السنية. في الاجتهاد والتقليد. |

### كتب
- الذريعة إلى تصانيف الشيعة. آغا بزرگ الطهراني، طبع بيروت - لبنان، 1403 هـ / 1983 م، منشورات دار الأضواء.

### إشارات مرجعية
1. ↑  دايرة المعارف تشيع (فارسي)
2. ↑  لاحظ أبواب الهدى للمترجم له، مقدمة وتحقيق وتعليق : حسين مفيد، الناشر: انتشارات منير ط الأولى
3. 1 2  لاحظ مستدرك سفينة البحر للشيخ علي النمازي الشاهرودي
4. ↑  صورة الإجازة مرفقة في آخر كتاب أبواب الهدى مع التأييدات
5. ↑  محمدرضا حکیمی: مکتب تفکیک، قم، مطبعة دلیل ما، الطبعة الثامنة
6. ↑  صورة من الإجازة: http://www.mediafire.com/?9nk36zx7br2xk8 نسخة محفوظة 23 مارس 2021 على موقع واي باك مشين.
7. ↑  "مستدرك سفينة البحار - الشيخ علي النمازي الشاهرودي - ج ١ - الصفحة ١٠". shiaonlinelibrary.com. مؤرشف من الأصل في 2023-07-07. اطلع عليه بتاريخ 2023-07-07.
8. ↑  
ترجمة حسن علي المرواريد بموقع مؤسسة الإمام علي في قم alimamali.com نسخة محفوظة 04 مارس 2016 على موقع واي باك مشين.
9. ↑  
الطهراني، آغا بزرگ. الذريعة إلى تصانيف الشيعة - ج26. ص. 24. مؤرشف من الأصل في 2020-01-18.
10. ↑  
الطهراني، آغا بزرگ. الذريعة إلى تصانيف الشيعة - ج12. ص. 272. مؤرشف من الأصل في 2020-01-18.
11. ↑  
الطهراني، آغا بزرگ. الذريعة إلى تصانيف الشيعة - ج16. ص. 24. مؤرشف من الأصل في 2020-01-18.
12. ↑  
الطهراني، آغا بزرگ. الذريعة إلى تصانيف الشيعة - ج21. ص. 124. مؤرشف من الأصل في 2020-01-18.
13. ↑  
الطهراني، آغا بزرگ. الذريعة إلى تصانيف الشيعة - ج15. ص. 92. مؤرشف من الأصل في 2019-12-16.
14. ↑  
الطهراني، آغا بزرگ. الذريعة إلى تصانيف الشيعة - ج23. ص. 239. مؤرشف من الأصل في 2020-01-18.